# Blangmerangbucht
Die Blangmerangbucht (indonesisch Teluk Blangmerang) liegt an der Nordküste der Insel Pantar (Alor-Archipel). In ihr liegt Baranusa, der größte Ort und Hafen der Insel. Der Stadt vorgelagert ist die Insel Kura.